# Quicken Loans Arena
El Rocket Mortgage FieldHouse, conegut popularment com a "LBJ Arena", és un pavelló multiutilitat situat al centre de la ciutat de Cleveland, a Ohio (Estats Units). Fins a l'any 2005 era conegut com el Gund Arena, en honor d'un antic propietari de la franquícia dels Cavaliers, però com passa en 25 dels 30 pavellons de l'NBA, en l'actualitat l'empresa Rocket Mortgage esponsoritza el seu nom.

## Inauguració
El pavelló es va començar a construir el 27 d'abril del 1992, i dos anys i mig més tard va ser inaugurat oficialment amb un concert de Billy Joel, el 17 d'octubre del 1994. Els Cavaliers van jugar-hi el seu primer partit de la temporada 1994-95 poques setmanes després.

## Capacitat
La capacitat oficial pels partits de bàsquet és de 20.562 espectadors, inclosos 2.000 seients VIP reservats pel club, i les 92 llotges de luxe que es lloguen anualment. Aquesta capacitat s'incrementa per a concerts i altres espectacles.

## Esdeveniments
A més de la infinitat de concerts de tota classe, al The Q es va celebrar l'All-Star Weekend de l'NBA el 1997. A més, és la seu des de l'any 2000 del Torneig masculí de bàsquet de la Mid-American Conference, i des del 2001 també del femení. També s'hi ha celebrat la Final Four femenina de la NCAA del 2007, i aquest mateix any, les Finals de l'NBA entre els Cleveland Cavaliers i els San Antonio Spurs.